# JLL
A JLL (NYSE JLL) é uma companhia de serviços profissionais especializada no mercado imobiliário comnercial. Com sede mundial em Chicago, nos Estados Unidos, os serviços oferecidos pela empresa incluem locação (representando o proprietário e o inquilino), compra, venda e investimentos de ativos, consultoria e avaliação, gerenciamento de propriedades, gerenciamento de facilities, engenharia e manutenção predial, projetos e obras e design & build. 
No Brasil, sua sede fica em São Paulo, no Condomínio São Paulo Corporate Towers, localizado na Av. Pres. Juscelino Kubitschek, 1909 - Vila Olímpia, São Paulo - SP, 04543-907.

## Histórico

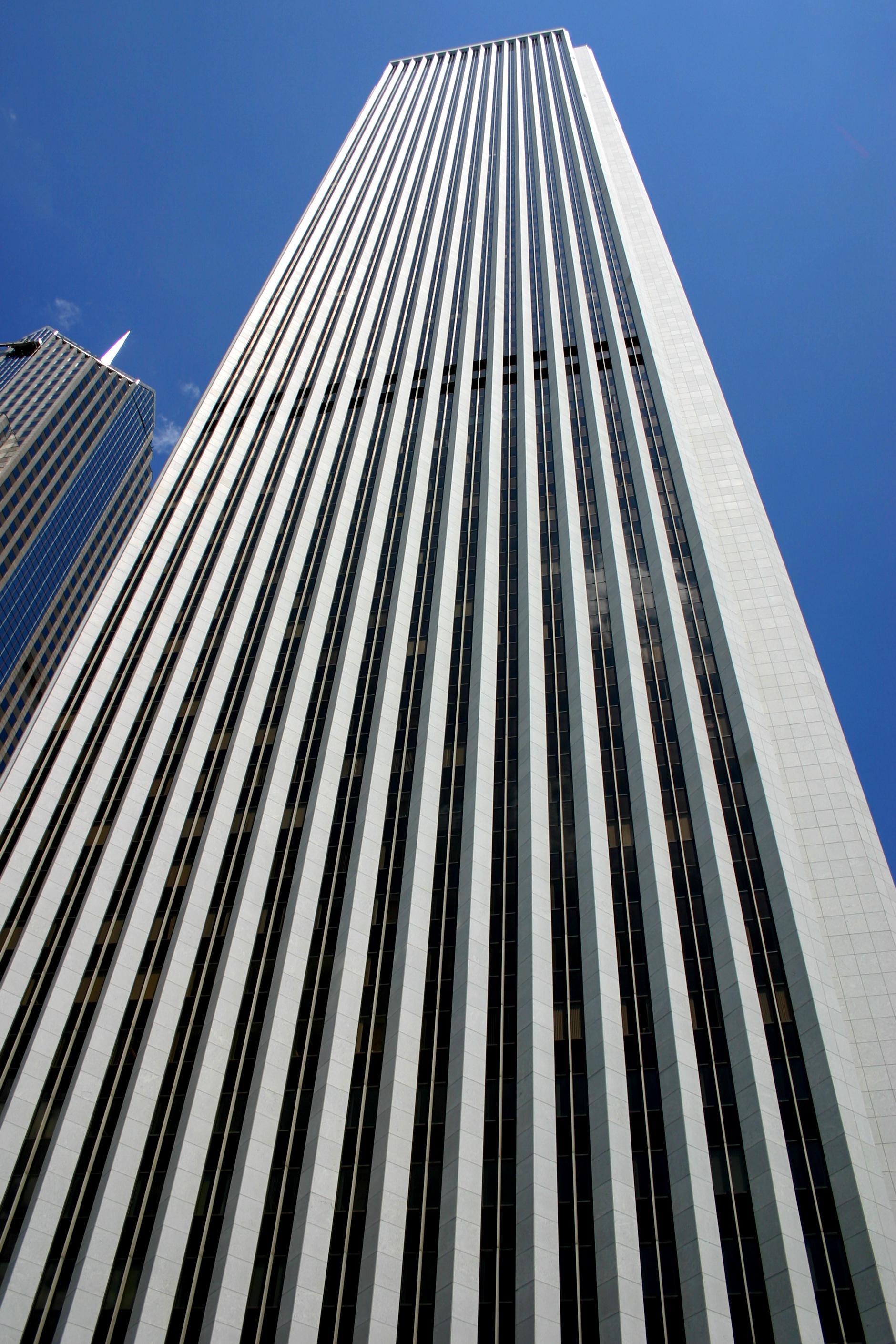
Aon Center, em Chicago, onde a Jones Lang LaSalle está sediada.

A JLL foi formada pela fusão da Jones Lang Wootton, uma empresa britânica fundada por Richard Winstanley em 1783, tornando-se Jones Lang & Company em 1872 depois de Frederick Jones formar uma parceria com CA Lang e se fundir com a Wootton a& Son em 1939 para formar a JLW, e a LaSalle Partners, uma empresa norte-americana formada por um antecessor lançado em 1968.
A Jones Lang Wootton abriu seu primeiro escritório nos Estados Unidos em Nova York em 1975. Em 1997, a oferta pública inicial foi concluída pela LaSalle Partners para as ações ordinárias da empresa no mercado.
JLW e LaSalle Partners formaram a Jones Lang LaSalle em 1999, que foi a maior fusão internacional do setor imobiliário na época.
Através de uma combinação de crescimento orgânico e fusões e aquisições, a empresa cresceu nos últimos anos. Entre as mais de 35 fusões e aquisições ocorridas na última década, destaca-se a transação de 2007 que criou a Jones Lang LaSalle Meghraj, a maior empresa imobiliária da Índia, e a aquisição da The Staubach Company em 2008, que agregou cerca de 1.000 funcionários nos EUA.
Em maio de 2011, a Jones Lang LaSalle comprou a King Sturge LLP por 197 milhões de libras esterlinas, tornando-se a maior empresa imobiliária do Reino Unido.
Em 2014, a organização abreviou o nome para JLL para fins de marketing, enquanto a razão social continua Jones Lang LaSalle Incorporated.